# Hệ tọa độ Descartes
Một Hệ tọa độ Descartes (tiếng Anh: Cartesian coordinate system) xác định vị trí của một điểm (point) trên một mặt phẳng (plane) cho trước bằng một cặp số tọa độ (x, y). Trong đó, x và y là 2 giá trị được xác định bởi 2 đường thẳng có hướng vuông góc với nhau (cùng đơn vị đo). 2 đường thẳng đó gọi là trục tọa độ (coordinate axis) (hoặc đơn giản là trục); trục nằm ngang gọi là trục hoành, trục đứng gọi là trục tung; điểm giao nhau của 2 đường gọi là gốc tọa độ (origin) và nó có giá trị là (0, 0).
Hệ tọa độ này là ý tưởng của nhà toán học và triết học người Pháp René Descartes thể hiện vào năm 1637 trong hai bài viết của ông. Trong phần hai của bài Phương pháp luận (Descartes) (tiếng Pháp: Discours de la méthode, tựa Pour bien conduire sa raison, et chercher la vérité dans les sciences), ông đã giới thiệu ý tưởng mới về việc xác định vị trí của một điểm hay vật thể trên một bề mặt bằng cách dùng hai trục giao nhau để đo. Còn trong bài La Géométrie, ông phát triển sâu hơn khái niệm trên.
Descartes là người đã có công hợp nhất đại số và hình học Euclide. Công trình này của ông có ảnh hưởng đến sự phát triển của ngành hình học giải tích, tích phân, và khoa học bản đồ.
Ngoài ra, ý tưởng về hệ tọa độ có thể được mở rộng ra không gian ba chiều (three-dimensional space) bằng cách sử dụng 3 tọa độ Descartes (nói cách khác là thêm một trục tọa độ vào một hệ tọa độ Descartes). Một cách tổng quát, một hệ tọa độ n-chiều có thể được xây dựng bằng cách sử dụng n tọa độ Descartes (tương đương với n-trục).

## Hệ tọa độ trên mặt phẳng (2 chiều)
Là 2 trục vuông góc x'Ox và y'Oy mà trên đó đã chọn 2 vectơ đơn vị {\displaystyle {\vec {i}}}, {\displaystyle {\vec {j}}} sao cho độ dài của 2 vectơ này bằng nhau
Trục x'Ox (hay trục Ox) gọi là trục hoành.
Trục y'Oy (hay trục Oy) gọi là trục tung.
Điểm O được gọi là gốc tọa độ 
|  |  |  |

### Tọa độ vectơ
Nếu {\displaystyle {\vec {a}}=x{\vec {i}}+y{\vec {j}}} thì cặp số (x;y) được gọi là tọa độ của vectơ {\displaystyle {\vec {a}}}. x được gọi là hoành độ và y được gọi là tung độ của {\displaystyle {\vec {a}}}.
Ký hiệu {\displaystyle {\vec {a}}=(x;y)}

### Tọa độ điểm
Mỗi điểm M được xác định bởi một cặp số M(x,y), được gọi là tọa độ điểm M, x được gọi là hoành độ và y được gọi là tung độ của điểm M
Tính chất:
- {\displaystyle \forall x\neq 0,M(x;0)\in Ox}
- {\displaystyle \forall y\neq 0,M(0;y)\in Oy}
- Tọa độ của một điểm chính là tọa độ của vectơ có điểm cuối là điểm đó và điểm đầu là O. Ta có {\displaystyle M\left(x,y\right)\Leftrightarrow {\overrightarrow {OM}}=(x;y)}

### Tìm tọa độ của vectơ biết tọa độ điểm đầu và cuối
Cho 2 điểm {\displaystyle A(x_{A};y_{A})} và {\displaystyle B(x_{B};y_{B})}, khi đó ta có {\displaystyle {\overrightarrow {AB}}=\left(x_{B}-x_{A};y_{B}-y_{A}\right)}

### Độ dài vectơ và khoảng cách giữa 2 điểm
Cho {\displaystyle {\vec {a}}=(a_{1};a_{2})}, khi đó {\displaystyle \left\vert {\vec {a}}\right\vert ={\sqrt {a_{1}^{2}+a_{2}^{2}}}} là độ dài của vectơ {\displaystyle {\vec {a}}}
Cho 2 điểm {\displaystyle A(x_{A};y_{A})} và {\displaystyle B(x_{B};y_{B})}, khi đó độ dài đoạn thẳng AB hay khoảng cách giữa A và B là {\displaystyle AB={\sqrt {\left(x_{B}-x_{A}\right)^{2}+\left(y_{B}-y_{A}\right)^{2}}}}

### Góc giữa 2 vectơ
Cho {\displaystyle {\vec {a}}=(a_{1};a_{2})} và {\displaystyle {\vec {b}}=(b_{1};b_{2})}. Gọi {\displaystyle \alpha } là góc giữa 2 vectơ {\displaystyle {\vec {a}}} và {\displaystyle {\vec {b}}}. Khi đó {\displaystyle \cos \alpha ={a_{1}b_{1}+a_{2}b_{2} \over {\sqrt {\left(a_{1}^{2}+a_{2}^{2}\right)\left(b_{1}^{2}+b_{2}^{2}\right)}}}}

### Một số biểu thức tọa độ
Cho {\displaystyle {\vec {a}}=(a_{1};a_{2})} ta có {\displaystyle k{\vec {a}}=(ka_{1};ka_{2})}
Cho {\displaystyle {\vec {a}}=(a_{1};a_{2})} và {\displaystyle {\vec {b}}=(b_{1};b_{2})} ta có
- {\displaystyle {\vec {a}}+{\vec {b}}=(a_{1}+b_{1};a_{2}+b_{2})}
- {\displaystyle {\vec {a}}-{\vec {b}}=(a_{1}-b_{1};a_{2}-b_{2})}
- {\displaystyle {\vec {a}}.{\vec {b}}=a_{1}b_{1}+a_{2}b_{2}}
- {\displaystyle {\vec {a}}} và {\displaystyle {\vec {b}}} cùng phương {\displaystyle \Leftrightarrow } {\displaystyle a_{1}b_{2}=a_{2}b_{1}}

Cho đoạn thẳng AB có {\displaystyle A(x_{A};y_{A})} và {\displaystyle B(x_{B};y_{B})}, Khi đó {\displaystyle I\left({x_{A}+x_{B} \over 2};{y_{A}+y_{B} \over 2}\right)} là tọa độ trung điểm đoạn thẳng AB
Cho {\displaystyle \bigtriangleup ABC} có {\displaystyle A(x_{A};y_{A})}, {\displaystyle B(x_{B};y_{B})} và {\displaystyle C(x_{C};y_{C})}, khi đó {\displaystyle G\left({x_{A}+x_{B}+x_{C} \over 3};{y_{A}+y_{B}+y_{C} \over 3}\right)} là tọa độ trọng tâm của {\displaystyle \bigtriangleup ABC}

## Hệ tọa độ trong không gian (3 chiều)
Là 3 trục vuông góc nhau từng đôi một x'Ox, y'Oy, z'Oz mà trên đó đã chọn 3 vectơ đơn vị {\displaystyle {\vec {i}}}, {\displaystyle {\vec {j}}}, {\displaystyle {\vec {k}}} sao cho độ dài của 3 vectơ này bằng nhau
Trục x'Ox (hay trục Ox) gọi là trục hoành.
Trục y'Oy (hay trục Oy) gọi là trục tung.
Trục z'Oz (hay trục Oz) gọi là trục cao.
Điểm O được gọi là gốc tọa độ
3 trục tọa độ nói trên vuông góc với nhau tạo thành 3 mặt phẳng tọa độ là Oxy, Oyz và Ozx vuộng góc với nhau từng đôi một 
|  |  |
|  |  |

### Tọa độ của điểm
Trong không gian, mỗi điểm M được xác định bởi bộ số M(x,y,z). và ngược lại, bộ số đó được gọi là tọa độ của điểm M, x được gọi là hoành độ, y được gọi là tung độ và z được gọi là cao độ của điểm M.
Tính chất
- {\displaystyle \forall xy\neq 0,A(x,y,0)\in Oxy}
- {\displaystyle \forall xz\neq 0,A(x,0,z)\in Oxz}
- {\displaystyle \forall yz\neq 0,A(0,y,z)\in Oyz}
- {\displaystyle \forall x\neq 0,M(x;0;0)\in Ox}
- {\displaystyle \forall y\neq 0,M(0;y;0)\in Oy}
- {\displaystyle \forall z\neq 0,M(0;0;z)\in Oz}

### Tọa độ của vectơ
Trong không gian, cho vectơ {\displaystyle {\vec {a}}=x{\vec {i}}+y{\vec {j}}+z{\vec {k}}}, khi đó bộ số (x;y;z) được gọi là tọa độ của vectơ {\displaystyle {\vec {a}}}.
Ký hiệu: {\displaystyle {\vec {a}}=(x;y;z)}

### Liên hệ giữa tọa độ vectơ và tọa độ điểm
Cho 2 điểm {\displaystyle A(x_{A};y_{A};z_{A})} và {\displaystyle B(x_{B};y_{B};z_{B})}, khi đó ta có {\displaystyle {\overrightarrow {AB}}=\left(x_{B}-x_{A};y_{B}-y_{A};z_{B}-z_{A}\right)}
Cho điểm {\displaystyle M(x_{M};y_{M};z_{M})}, khi đó ta có {\displaystyle {\vec {OM}}=(x_{M};y_{M};z_{M})} và ngược lại

### Độ dài vectơ và khoảng cách giữa 2 điểm
Cho {\displaystyle {\vec {a}}=(a_{1};a_{2};a_{3})}, khi đó {\displaystyle \left\vert {\vec {a}}\right\vert ={\sqrt {a_{1}^{2}+a_{2}^{2}+a_{3}^{2}}}} là độ dài của vectơ {\displaystyle {\vec {a}}}
Cho 2 điểm {\displaystyle A(x_{A};y_{A};z_{A})} và {\displaystyle B(x_{B};y_{B};z_{B})}, khi đó độ dài đoạn thẳng AB hay khoảng cách giữa A và B là {\displaystyle AB={\sqrt {(x_{B}-x_{A})^{2}+(y_{B}-y_{A})^{2}+(z_{B}-z_{A})^{2}}}}

### Góc giữa 2 vectơ
Cho {\displaystyle {\vec {a}}=(a_{1};a_{2};a_{3})} và {\displaystyle {\vec {b}}=(b_{1};b_{2};b_{3})}. Gọi {\displaystyle \alpha } là góc giữa 2 vectơ {\displaystyle {\vec {a}}} và {\displaystyle {\vec {b}}}. Khi đó
{\displaystyle \cos(\alpha )={{\vec {a}}.{\vec {b}} \over \left\vert {\vec {a}}\right\vert \left\vert {\vec {b}}\right\vert }={a_{1}b_{1}+a_{2}b_{2}+a_{3}b_{3} \over {\sqrt {(a_{1}^{2}+a_{2}^{2}+a_{3}^{2})(b_{1}^{2}+b_{2}^{2}+b_{3}^{2})}}}}
{\displaystyle \sin \alpha ={\left\vert [{\vec {a}};{\vec {b}}]\right\vert  \over \left\vert {\vec {a}}\right\vert \left\vert {\vec {b}}\right\vert }}

### Một số biểu thức tọa độ
Cho {\displaystyle {\vec {a}}=(a_{1};a_{2};a_{3})} ta có {\displaystyle k{\vec {a}}=(ka_{1};ka_{2};ka_{3})}
Cho {\displaystyle {\vec {a}}=(a_{1};a_{2};a_{3})} và {\displaystyle {\vec {b}}=(b_{1};b_{2};b_{3})} ta có
- {\displaystyle {\vec {a}}+{\vec {b}}=(a_{1}+b_{1};a_{2}+b_{2};a_{3}+b_{3})}
- {\displaystyle {\vec {a}}-{\vec {b}}=(a_{1}-b_{1};a_{2}-b_{2};a_{3}-b_{3})}
- {\displaystyle {\vec {a}}.{\vec {b}}=a_{1}b_{1}+a_{2}b_{2}+a_{3}b_{3}}
- {\displaystyle \left[{\vec {a}},{\vec {b}}\right]={\big (}{\begin{vmatrix}a_{2}&a_{3}\\b_{2}&b_{3}\end{vmatrix}};{\begin{vmatrix}a_{3}&a_{1}\\b_{3}&b_{1}\end{vmatrix}};{\begin{vmatrix}a_{1}&a_{2}\\b_{1}&b_{2}\end{vmatrix}})}

Cho đoạn thẳng AB có {\displaystyle A(x_{A};y_{A};z_{A})} và {\displaystyle B(x_{B};y_{B};z_{B})}, Khi đó {\displaystyle I\left({x_{A}+x_{B} \over 2};{y_{A}+y_{B} \over 2};{z_{A}+z_{B} \over 2}\right)} là tọa độ trung điểm đoạn thẳng AB
Cho {\displaystyle \bigtriangleup ABC} có {\displaystyle A(x_{A};y_{A};z_{A})}, {\displaystyle B(x_{B};y_{B};z_{B})} và {\displaystyle C(x_{C};y_{C};z_{C})}, khi đó {\displaystyle G\left({x_{A}+x_{B}+x_{C} \over 3};{y_{A}+y_{B}+y_{C} \over 3};{z_{A}+z_{B}+z_{C} \over 3}\right)} là tọa độ trọng tâm của {\displaystyle \bigtriangleup ABC}